# NGC 5338
NGC 5338 é uma galáxia lenticular (SB0) localizada na direcção da constelação de Virgo. Possui uma declinação de +05° 12' 28" e uma ascensão recta de 13 horas, 53 minutos e 26,5 segundos.
A galáxia NGC 5338 foi descoberta em 3 de Maio de 1877 por Lawrence Parsons.